# Plomini-öböl
A Plomini-öböl (horvátul: Plominski zaljev) egy keskeny tengeröböl Horvátországban, az Adriai-tenger északi részén, a Kvarner-öböl területén.

## Leírása
A Plomini-öböl az Isztriai-félsziget keleti partjánál, Plomin településtől 500 méterre található. Hosszúsága 3,4 km, legnagyobb szélessége 0,3 km, mélysége 51 m. Az öböl nyugati végében található Plomin Luka kikötője. Az öböl mészkőoldalai nagyon meredekek. Északkeleti parti részén az Učkina vrh Sisola lábánál halad át a Póla - Fiume tengerparti út. Belső részének partján találhatók a Plomin I és a Plomin II hőerőművek.